# Henrique Oswald
Henrique Oswald (Rio de Janeiro, 14 de abril de 1852 — Rio de Janeiro, 9 de junho de 1931) foi um pianista, compositor, concertista e diplomata brasileiro, filho do suíço Jean Jacques Oschwald (que ao naturalizar-se brasileiro mudou o sobrenome para Oswald) e de Carlota Cantagalli, de origem italiana.
Foi diretor do Instituto Nacional de Música , hoje Escola de Música da UFRJ, tendo sido nomeado em 25 de maio de 1903 para tal cargo, em substituição ao maestro Alberto Nepomuceno  . Sua gestão se estendeu até o ano de 1906, data de 22 de outubro, quando Alberto Nepomuceno voltou a dirigir a instituição  . Após servir como diretor, retornou a seu cargo de professor de piano da mesma instituição, atuando até pelo menos o ano de 1923 .
É o patrono da cadeira de número 25 da Academia Brasileira de Música.

## Biografia

Ao piano.

Em 1854 a família se muda para São Paulo indo residir na rua da Casa Santa n°10 que tem hoje o nome de Riachuelo. Portanto, bem próxima da Faculdade de Direito e por onde passavam diariamente os estudantes a caminho das aulas.
Jean Jacques Oswald abriu um depósito de pianos e foi um dos primeiros a comercializar o instrumento, já bastante procurado nessa época, na capital da província. Como todo o início é difícil, madame Carlota auxiliava no orçamento da casa dando lições de piano, chamando alunos por anúncios colocados no Correio Paulistano.

### Primeiros estudos em São Paulo
No meio de tantos pianos que o pai vendia e ouvindo as aulas dadas pela mãe, não seria estranho que o pequeno Oswald também se interessasse em aprender a tocar o tão sonoro instrumento.
Certamente recebeu de sua própria mãe as lições iniciais. Em 1860 chegou a São Paulo uma companhia francesa de teatro musicado vinda do Rio de Janeiro. Trazia como regente da orquestra o francês Gabriel Giraudon, músico de excelente formação em seu país. Depois de algumas apresentações, a companhia se dissolveu e Giraudon resolveu permanecer na pacata cidade paulistana. Logo anunciou que dava aulas de piano, canto, harmonia e composição. Era o mestre que o progresso rápido do menino Oswald necessitava.
Henrique Oswald foi matriculado para as primeiras letras no Seminário Episcopal, situado no bairro da Luz. E mesmo na escola o gosto pela música teria campo propício para desenvolver-se. Ainda que fosse um menino, seu talento e a desenvoltura como se comportava ao piano e ao órgão, fizeram com que os padres diretores do Seminário o escolhessem para organista da igreja anexa à escola.

### Primeiras aparições em público
Em 5 de abril de 1864 Giraudon organiza um espetáculo no teatrinho do Pátio do Colégio com seus alunos Antônio Ferreira de Morais, o menino prodígio de doze anos Henrique Oswald e a cantora sra. Guillemet.
Oswald tocou ao piano uma valsa de autoria de seu mestre intitulada
Le Tourbillon e a peça Tema e variações de Hünten, além de acompanhar Giraudon em outras músicas.
Alguns dias depois, o crítico do Correio Paulistano declarava que "o menino Oswald admirou aos assistentes pela descomunal inteligência e estudo que revelou". E continuava o artigo com outros elogios.
Mais duas vezes o menino Oswald se apresentou ao publico paulistano. A primeira, em 1865, num recital organizado por Giraudon, com a participação de suas várias alunas e  um outro jovem discípulo. Homenageou-se os soldados brasileiros que iam lutar na Guerra do Paraguai, iniciada naquele ano. Dois anos depois, voltou ao palco o jovem Henrique para um espetáculo beneficente. Segundo a crítica, foi bastante aplaudido.
Em 1° de abril de 1868 organizou-se nos salões da Sociedade Concórdia um interessante espetáculo lítero-musical. Participaram algumas personalidades que haveriam de ficar na história. Depois de danças, cantos e outros virtuosismos, tocou o acadêmico Brasílio Itiberê da Cunha, compositor de A Sertaneja, música na qual se ouve a canção popular  Balaio, meu bem balaio, considerada a primeira manifestação do nacionalismo musical brasileiro. A seguir, surge a figura fulgurante do poeta Castro Alves que se apresentava em publico pela primeira vez em São Paulo e que, como sempre, empolgou e comoveu a plateia com seus magníficos versos. Mal terminados os aplausos ao inspirado baiano, sentou-se ao piano o jovem Henrique Oswald, já bem mais amadurecido, cujas execuções agradaram à seleta assistência.
No mês de julho do mesmo ano, por sugestão de seu professor que via naquele adolescente um futuro promissor, ou por iniciativa de seus pais, Oswald resolveu continuar os estudos em algum centro onde o ambiente cultural não fosse tão acanhado. Para tanto organizou-se um espetáculo em seu benefício, como auxílio às despesas de viagem. Participou a companhia dramática de Eugénia Câmara e ouviu-se pela última vez em São Paulo o jovem pianista, agora no palco do Teatro São José. Tocou a quatro mãos com Giraudon e, mostrando desenvoltura, executou sozinho composições de Thalberg, Ravina e Ascher, autores que estavam na moda naquela época. A crítica foi-lhe amplamente favorável e, por extensão, também Giraudon recebeu elogios por ter iniciado a formação de tão prodigioso discípulo.
Até o fim do ano, tendo o pai liquidado seus negócios, partiram Oswald e sua família para a Europa.

### Bolsista na Europa
Portanto, em 1868, quando contava com apenas dezesseis anos de idade, tendo recebido do Imperador uma bolsa que lhe permitiu transferir-se para a Itália, pôde estudar por vários anos em Florença, desenvolvendo seu inato talento, ajudado pela influência artística da famosa e bela cidade da Toscana.
Seus primeiros mestres europeus foram G. Buonamici e H. Ketten no piano, Reginaldo Graziani em harmonia e Mazzoni em contraponto, fuga e composição.
Henrique Oswald também teve a oportunidade de conhecer o compositor húngaro Franz Liszt em 1886, durante uma visita que Liszt fez à  Buonamici, em Florença. Eles passaram um final de semana juntos onde cada compositor apresentou três peças ao outro.
A sua peça para piano Il neige (está nevando) ganhou o primeiro prêmio do concurso patrocinado pelo jornal francês Le Figaro em 1902.

### Trabalho Diplomático
De acordo com a Academia Brasileira de Música: “Em 1900 foi nomeado pelo presidente Campos Sales, chanceler do Brasil no Consulado do Havre, seguindo, posteriormente para o Consulado de Gênova.” O objetivo de Campos Sales era colocar o compositor perto dos centros musicais da Europa para o instigar a compor. Em seu primeiro posto, entretanto, atolou-se com a burocracia e não obteve tempo para o seu ofício criativo. Com a transferência para Gênova, com uma residência em Florença, o compositor finalmente conseguiu dedicar-se à composição.

## Obras

### Piano
- Polka, op. 1.
- Macchiette, op. 2 (12 peças divididas em quatro fascículos). Primeiro: La Campane della Será, Scherzo, Valze Lento; Segundo: Canzonetta, Ninna-Nanna, *Marcia; Terceiro: Romanza, Seconda Gavotta, Pastorale; Quarto: Minuetto, Sarabanda, La Caccia.
- Pagine d'Album, op. 3: Preludio, Sognando, Improptu, In Hamac, Romanza, Scherzo.
- Six Morceaux, op. 4: Valse, Rêverie, Menue, Berceuse, Barcarola, Improptu.
- Deux Nocturnes, op. 6.
- Trois Romances, op. 7.
- Trois Morceaux, op. 8: Valse, Polonaise, Tarantelle.
- Deux Valses Caprice, op. 11.
- Quatre Morceaux, op. 12: Sérénade, Valse Improptu, Berceuse, Tarantelle.
- Seis peças para piano, op. 14: Berceuse, Mazurka, Tarantella, Barcarola, Noturno, Scherzo.
- Sept Miniatures, op. 16: Confidência, Mazurka, Travessa, Ingenuidade, Doce Aflição, Saudade, Capricho.
- Improptu, op. 19.
- Feuilles d´Album, op. 20: Inquietude, Chansonette, Feux Follets, Désir Ardent.
- Trois Morceaux, op. 23: Menuet, Romance, Valse.
- Deux Valses, op. 25
- Album, op. 32: Romance, Valse, Sérénade, Menuet.
- Album, op. 33: Sur la Plage, Idyle, Pierrot.
- Polonaise, op. 34.
- Album, op. 36: Bébé s' endort, Pierrot se Meurt, Chauve-Sourris.
- Edição Escolar: Pequena Marcha, Valsa, Primeira Marcha, Segunda Marcha, Gavotta, Triste, Chansonette, Folha d' Album, Valsa Lenta, Mazurka, Tarantella, Scherzando.
- Un Revê.
- En Nacelle.
- Sérénade Grise.
- Sérénade.
- Serenatella.
- Il Neige!
- Valsa Lenta.
- Trois Études.
- Estudo (Edição Póstuma).
- Étude pour la main gauche.
- Scherzo-Étude.
- Variações sobre um tema de Barrozo Netto.[8]

### Ópera
- La croce d'oro (3 atos) - 1872
- Il Néo (1 ato) - 1900
- Le fate (2 atos) - 1902-1903

### Orquestra sinfônica
- Suite d'Orchestre - 1884
- Sinfonietta - 1890
- Symphonia - 1910
- Prelúdio e Fuga em ré menor
- Prelúdio e Fuga em si menor

### Transcrições para orquestra sinfônica
- Nocturno op. 6 nº 2
- 4º Nocturno
- Paysage d'Automne
- En Réve
- Il Neige!...
- Idylle
- Sur la plage

### Orquestra de cordas
- Prelúdio e Fuga em dó menor
- 6 Fugas
- Gavotte
- Minueto
- Sarabanda
- Scherzo
- 2 Romances
- Habanera
- Prelúdio e Fuga em lá bemol
- Prelúdio e Fuga em lá menor

### Transcrições para orquestra de cordas
- Sonhando
- Bebé S'endort
- Serenade

### Piano e orquestra
- Concerto op. 10
- Andante e Variações

### Violino e orquestra
- Concerto para violino e orquestra

### Canto e orquestra
- Invocação à arte (coro)
- L'Enseigne (voz solo)

### Música de câmara
- Quarteto op. 5 - piano, violino, viola, violoncelo
- Quarteto op. 16 - 2 violinos, viola, violoncelo
- Quarteto op. 17 - 2 violinos, viola, violoncelo
- Quinteto op. 18 - piano, 2 violinos, viola, violoncelo (1894)
- Quarteto op. 26 - piano, violino, viola, violoncelo (1899)
- Trio op. 28 - piano, violino, violoncelo (1897)
- Quarteto op. 39 - 2 violinos, viola, violoncelo
- Trio op. 45 - piano, violino, violoncelo (1916)
- Octeto - 4 violinos, 2 violas, 2 violoncelos (1900)
- Quarteto op. 46 - 2 violinos, viola, violoncelo
- Trio op. 9 - piano, violino, violoncelo (1884)
- Sonata - piano, violino
- Sonata - piano, violoncelo
- Sonata Fantasia - piano, violoncelo (1915)

### Órgão
- Sonata

### Canto
- Ofélia - Poemeto lírico
- Aos sinos
- Minha estrela
- Canção boêmia
- Ave

### Violino
- 2 Berceuses
- 2 Romances
- Serenade
- Canto elegíaco
- Noturno

### Violoncelo
- Elegia (1898)
- Berceuse

### Música sacra
- Missa - 4 vozes mistas, orquestra e órgão
- Missa de Réquiem - 4 vozes mistas a capella
- Ave Maria - 4 vozes
- Ave Maria - soprano
- O Salutaris - 4 vozes
- Memorare - 4 vozes
- Tantum Ergo - 3 vozes
- Pater Noster - 4 vozes
- Vem Sancte Spirito - 3 vozes
- Ave Maris Stella - 4 vozes
- Magnificat - 4 vozes[9][10]